# NGC 5261
NGC 5261 је спирална галаксија у сазвежђу Девица која се налази на NGC листи објеката дубоког неба.
Деклинација објекта је + 5° 4' 37" а ректасцензија 13h 40m 16,0s. Привидна величина (магнитуда) објекта NGC 5261 износи 14,2 а фотографска магнитуда 15,0. NGC 5261 је још познат и под ознакама CGCG 45-67, NPM1G +05.0394, PGC 48360.